# Starikov
Starikov ali Starikova [stárikov/stárikova] imata več pomenov.

## Osebnosti
Priimekv več osebnosti (rusko Ста́риков/Ста́рикова).

### Starikov
- Filip Nikanorovič Starikov, sovjetski general.
- Ivan Valentinovič Starikov (*1960), ruski politik.
- Nikolaj Viktorovič Starikov, ruski publicist, zgodovinar in ekonomist.
- Sergej Viktorovič Starikov (*1958), ruski hokejist.
- Vladimir Sergejevič Starikov, ruski sinolog, etnolog in zgodovinar.

### Starikova
- Nadežda Starikova (*1962), ruska literarna zgodovinarka, slavistka in slovenistka.
- Svetlana Ivanovna Starikova (*1944), ruska filmska igralka.